# Sidney Luft
Michael Sidney Luft, född 2 november 1915 i New York i New York, död 15 september 2005 i Santa Monica i Kalifornien, var en amerikansk film- och TV-producent. Som filmproducent är han antagligen mest känd för filmen En stjärna föds från 1954.
Mellan 1943 och 1950 var Sidney Luft gift med skådespelerskan Lynn Bari. Den 8 juni 1952 gifte han sig med skådespelerskan och sångerskan Judy Garland. Tillsammans fick de barnen Joey och Lorna Luft. Han producerade även en del av de TV-program och shower som Judy Garland framträdde i. De separerade 1964. Skilsmässan blev klar 1966.
Från 1993 var han gift med skådespelerskan Camille Keaton.